# Diplacanthopoma alcockii
Diplacanthopoma alcockii är en fiskart som beskrevs av Goode och Bean, 1896. Diplacanthopoma alcockii ingår i släktet Diplacanthopoma och familjen Bythitidae. Inga underarter finns listade i Catalogue of Life.